# Chemically Imbalanced
Chemically Imbalanced är det femte studioalbumet av hiphop-gruppen Ying Yang Twins, släppt den 28 november 2006. Albumet debuterade på plats #40 på Billboard 200. Det har idag, enligt Okayplayer.com, sålts i över 120.000 kopior. 

## Spårlista
1. "Intro" - 1:04
2. "Keep on Coming" - 3:59
3. "1st Booty on Duty" - 3:19
4. "Jack It Up" (featuring Taurus) - 3:53
5. "Jigglin'" - 3:24
6. "Take It Slow" (featuring Los Vegaz) - 4:19
7. "Patron (Skit)" - 0:27
8. "Big Boy Liquor" (featuring K.T. & Huggy) - 4:31
9. "Smoke Break (Skit)" - 0:20
10. "Collard Greens" - 5:01
11. "Water" - 3:58
12. "Dangerous" (featuring Wyclef Jean) - 4:20
13. "Family" - 4:23
14. "Friday" - 5:25
15. "Leave" - 3:20
16. "One Mo for the Road (Skit)" - 1:37
17. "Open" - 3:34
18. "In This Thang Still" - 3:11